# Gunnar Hökmark

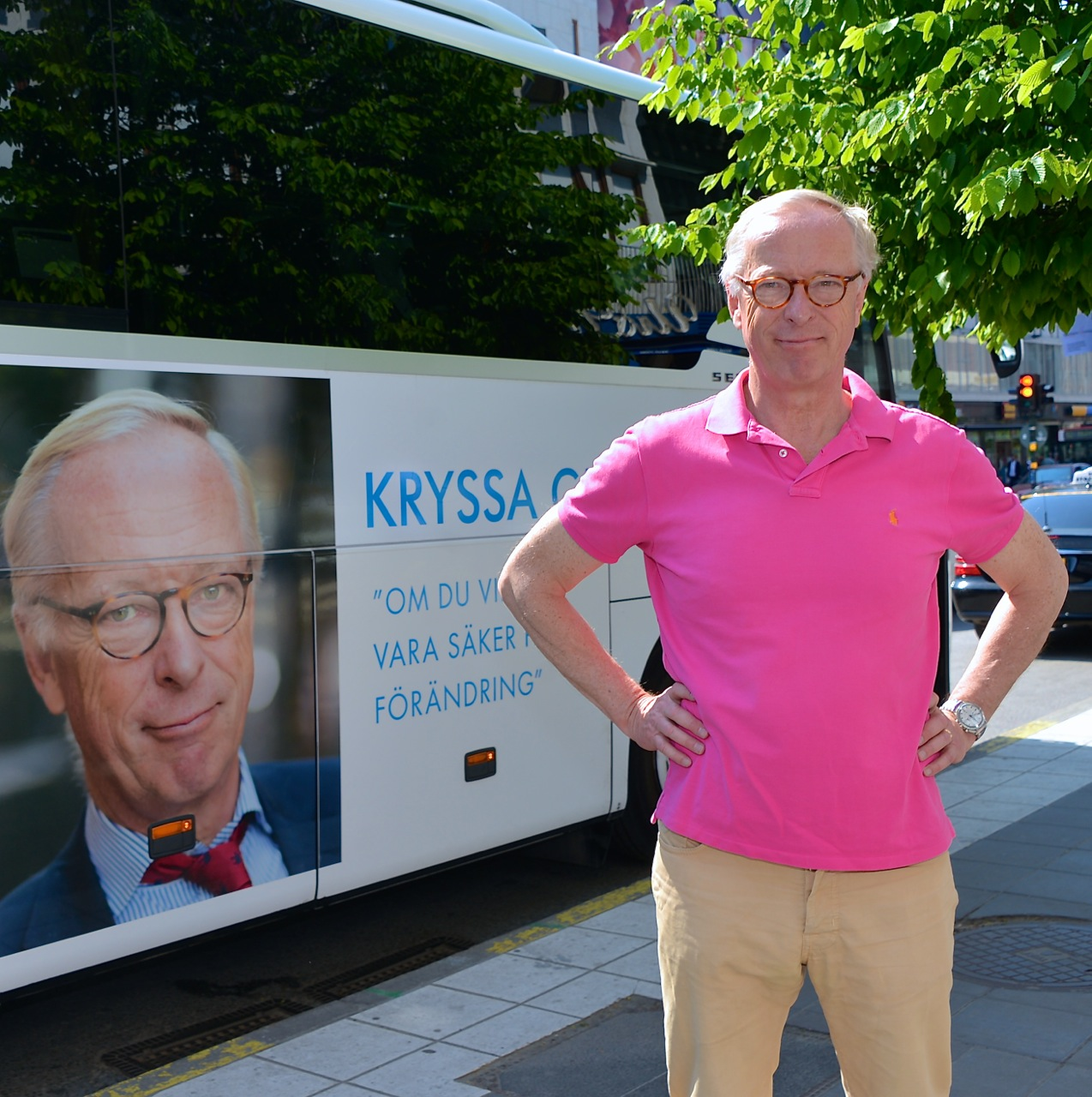
Gunnar Hökmark vid Sergels torg i Stockholm den 24 maj 2014 inför valet till Europaparlamentet.

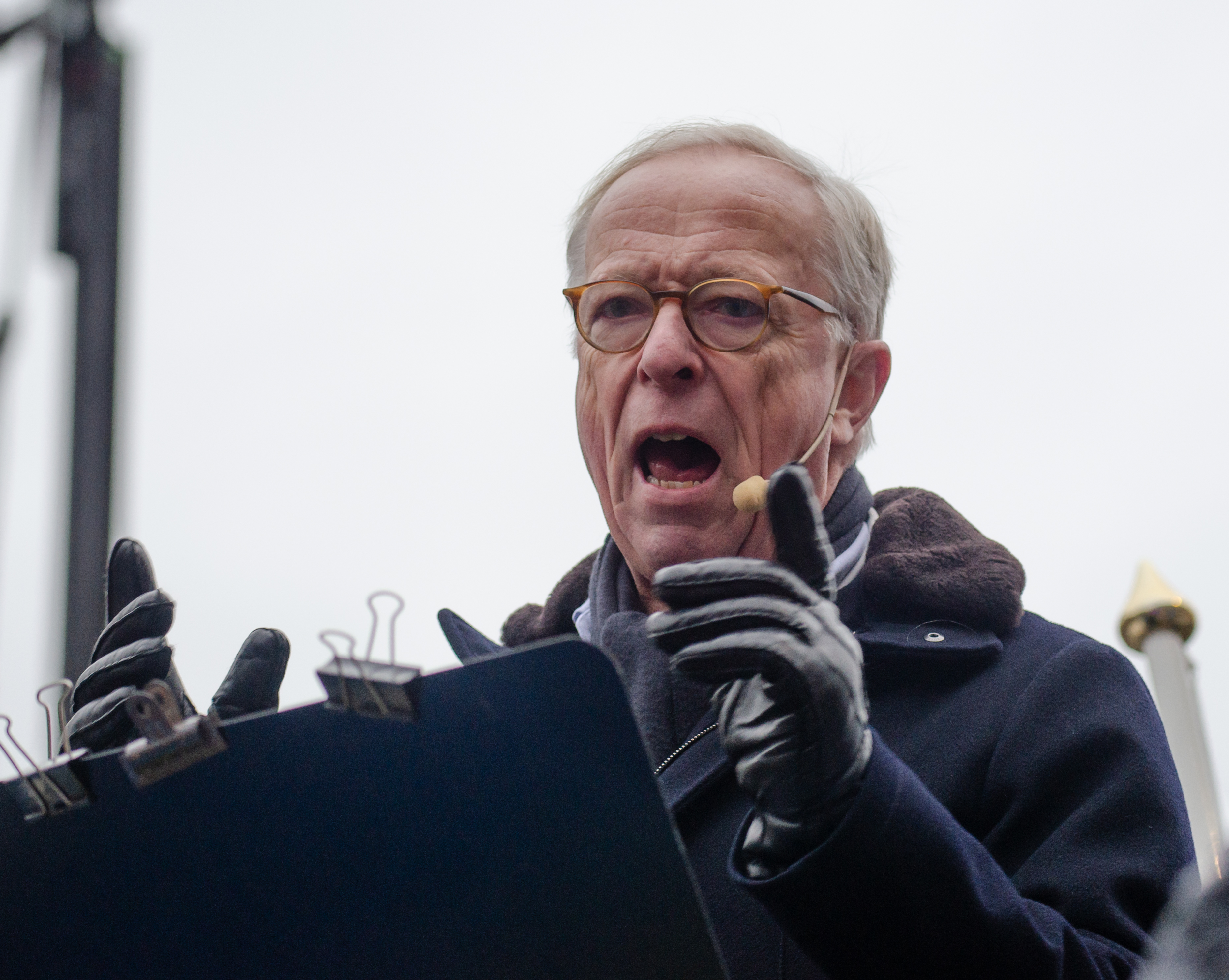
Gunnar Hökmark talar på Sergels torg I Stockholm på 2-årsdagen av Rysslands invasion av Ukraina.

Anders Gunnar Hökmark, född 19 september 1952 i Ystads församling, Malmöhus län, är en svensk opinionsbildare och politiker. Han var ledamot av riksdagen 1982–2004 och i Europaparlamentet 2004–2019 samt partisekreterare för Moderaterna 1991–1999.

## Biografi
Gunnar Hökmark blev civilekonom vid Lunds universitet 1976. Han anställdes som trainee och senare produktchef för Svenska Unilever 1976 och var verksam där till 1980. Han var förbundsordförande för Moderata ungdomsförbundet 1979–1984, chef för Timbro Idé 1986–1991 och startade City-universitetet inom ramen för Timbro Idé 1988. 
Under sin tid som riksdagsledamot var han bland annat ekonomisk-politisk talesman för Moderaterna, ledamot av Försvarsutskottet samt Försvarsberedningen inför 2004 års försvarsbeslut och ordförande i Konstitutionsutskottet 2003–2004. Hökmarks första tal i riksdagen den 8 december 1982 har av journalisten Johan Frick pekats ut som startskottet för den kommande friskolereformen som infördes tio år senare (1992).
Hökmark var Moderaternas partisekreterare 1991–2000, ordförande för Jarl Hjalmarsonstiftelsen 1993–2000 och verkställande direktör för Reforminstitutet 2000–2003, vilket han startade. Han tog i februari 1990 initiativet till Måndagsrörelsen till stöd för balternas frihet och har för det belönats med estniska, lettiska och litauiska ordnar, han har även fått en georgisk orden för sitt stöd till demokratiarbete i landet. 
Hökmark var ledamot av Europaparlamentet mellan 2004 och 2019. Hökmark var delegationsledare för moderaterna i Europaparlamentet och vice ordförande i EPP-gruppen mellan 2007 och 2014. Han var medlem av Ekonomiska utskottet liksom Industriutskottet och var fram till juli 2013 ordförande för Europaparlamentets Kroatiendelegation.   
I Europaparlamentet drev han utvidgningsfrågorna, forskningsfrågor, återhämtningspolitiken samt behovet av ekonomiska reformer. Han ansvarade för den omfattande lagstiftning rörande bankkrishantering och avveckling, som också är grunden för Bankunionen, samt lagstiftning för telekomfrågor och spektrumpolitik, digitalisering, energimarknader, finansiell stabilitet, forskning liksom parlamentets inriktning gentemot det Östliga partnerskapet, på Balkan och i Ryssland.  
Hökmark har ägnat uppmärksamhet åt behovet av marknadsekonomiska reformer inom telekom, energimarknader och när det gäller offentliga tjänster liksom finansiella marknader och agerat som talesman för EPP-gruppen i frågor som gäller ekonomisk politik, forskning, IT och energimarknader. Han var med om att driva igenom den förändring som ledde till att Sverige med Lissabonfördraget fick 20 mandat istället för 18. 2018 säkrande han ytterligare ett svenskt mandat när dessa omförhandlades i samband med Storbritanniens utträde ur EU.
Hökmark var bland annat ansvarig rapportör för EU:s bankkrislagstifting (BRRD) och den som ledde lagstiftningsarbetet i Europaparlamentet. Det så kallade krishanteringsdirektivet förhandlades fram tillsammans med Rådets företrädare och Kommissionen i slutet av 2013 och blev grunden för EU:s och Bankunionens lagstiftning om krishantering. Gunnar Hökmark var också ansvarig rapportör och ledde lagstiftningsarbetet och förhandlingarna om en anpassning av denna bankkrislagstiftning till internationell standard gällande förlusttäckande kapital, så kallad Total Loss Absorbing Capacity (TLAC). Överenskommelsen med Rådet som nåddes i slutet av 2018 ledde till att dessa krav infördes för stora systemviktiga banker. Genom denna överenskommelse kunde Europeiska Rådet enas om att göra den europeiska stabilitetsmekanismen till grund för Bankunionens garantifond.
Gunnar Hökmark är sedan 2017 ordförande för tankesmedjan Frivärld som bedriver opinionsbildning inom utrikes- och säkerhetspolitiska frågor. Han är även medlem i European Leadership Network (ELN).
2015 rapporterade media att Hökmark var en av de EU-medborgare som blivit svartlistade i Ryssland. Svartlistningen innebär att ryska myndigheter förbjudit honom att resa till landet och att han riskerar att fängslas om han skulle trotsa förbudet. 
Gunnar Hökmark är aktiv på den svenska försäkringsmarknaden som ordförande för Svenska Försäkringsförmedlarnas förening, ordförande för Insuresec AB och InsureEd, samt vice ordförande för försäkringsbolaget Dina Försäkringar.
Hökmark var ordförande i Samfundet Sverige–Israels riksorganisation mellan 2003 och 2012. Numera är han är ordförande för European Alliance for Holocaust Surivors, som är en del av World Jewish Restitution Organisation. 
Han är också kapten i pansartruppernas reserv.
2019 meddelades att Gunnar Hökmark knöts till kommunikationsföretaget Kreab som internationell senior rådgivare.

## Familj
Gunnar Hökmark är son till generalmajor Gösta Hökmark (1920–1993) och Anne-Marie, född Forneborg (1919–1986). Han har tre barn, Björn, Annika och Linn, med Agnetha Hökmark, född Jönsson som han gifte sig med 1979 men som avled 2009. Han bor på Östermalm i Stockholm och på Sandhammaren i Ystads kommun. Hökmark gifte sig en andra gång 2014 med den tidigare moderata riksdagsledamoten Isabella Hökmark, född Lehander.

## Utmärkelser
- Lettiska Tre Stjärnors orden

- Estniska Terra Mariana-korsets orden

- Litauens förtjänstorden
- Georgiens Presidential Order of Excellence[17]

- MUF:s tredje hedersordförande (efter Torgil von Seth och Gösta Bohman).[18]
- Tjugosjunde januari-priset för sitt arbete mot antisemitism av föreningen Förintelsens Överlevande.[19]